# Artemisina erecta
Artemisina erecta är en svampdjursart som beskrevs av Topsent 1904. Artemisina erecta ingår i släktet Artemisina och familjen Microcionidae. Inga underarter finns listade i Catalogue of Life.